# Frances Rivett-Carnac
Frances Rivett-Carnac (16 de maio de 1874 — 1 de janeiro de 1962) foi uma velejadora britânica, campeã olímpica. Ela competiu nos Jogos Olímpicos de Verão de 1908 na classe 7 Metre e conquistou a medalha de ouro na disputa a bordo do Heroine III com Charles Rivett-Carnac, Richard Dixon e Norman Bingley.